# La leyenda del pianista en el océano
La leyenda del pianista en el océano, también llamada La leyenda de 1900 y La leggenda del pianista sull'oceano en su versión original en italiano, es una película estrenada en 1998, dirigida por Giuseppe Tornatore y protagonizada por el actor británico Tim Roth, basada en el monólogo de teatro Novecento, del novelista y dramaturgo italiano Alessandro Baricco.

## Argumento
Desde principios del siglo XX, se producen emigraciones masivas a los Estados Unidos. A bordo de lujosos trasatlánticos, además de elegantes burgueses, viajan también emigrantes. En el buque RMS Virginian, el carbonero Danny Buckman encuentra a un niño abandonado encima de un piano y decide adoptarlo. Le pone el nombre de Novecento (‘siglo XX’ en italiano). El barco es el hogar del niño, y los pasajeros, sus ventanas al mundo. Tras la muerte de Danny, alguien descubre por azar el talento innato del niño para el piano, y lo convierte en el pianista de a bordo. A través de la música, este insólito personaje muestra lo que siente dentro del limitado mundo de un barco que no se atreve a abandonar.
La película inicia con la historia de Max Tooney (Pruitt Taylor Vince), un trompetista que entra a una tienda para vender su trompeta por algo de dinero. Luego de dársela al vendedor, Max le pide que le permita tocar una última pieza; tras escuchar la melodía, el vendedor pone un viejo disco con la misma tonada, para sorpresa de Max, quien le pregunta al vendedor el origen del disco. El vendedor responde que lo encontró dentro de un viejo piano que compró de un barco que están desguazando en el puerto, el cual será dinamitado.
El vendedor, curioso por la hermosa melodía, le pregunta el nombre del pianista, el cual resulta ser Danny «Novecento» Buckman (Tim Roth). Max comienza a relatar la historia de Novecento, el cual fue encontrado a bordo del Virginian por Danny Buckman (Bill Nunn), uno de los carboneros del barco. Novecento iría aprendiendo todo de su padre adoptivo, hasta que este un día moriría debido a un golpe en la cabeza, mientras trabajaba.
Novecento vivió en el Virginian, el cual se convirtió en su hogar, yendo y viniendo de Europa a América, sin nunca pisar tierra firme. Max conocería a Novecento, al subir a bordo del barco como parte de la banda, y se harían grandes amigos.
La noticia de su destreza como pianista e improvisador se difunde a tal punto, que otro pianista ―el famoso Ferdinand «Jelly Roll» Morton (interpretado por el actor Clarence Williams III)― lo desafiará. A pesar de la aparente superioridad de este último en la ejecución de los temas de piano como «The Crave», es claramente evidente la habilidad innata de Novecento, quien se adjudica la victoria del mencionado duelo ejecutando de modo excepcional la famosa melodía «Enduring Movement».
Después del duelo, y con la fama instantánea por haber vencido al creador del jazz, Novecento grabó su primer y último disco —que es el disco que el vendedor encontró escondido en el piano— a bordo del barco. Novecento toca una hermosa pieza («Playing love»), inspirada por una mujer que pasaba por la ventana mientras él tocaba. Cuando termina de grabar, y al poner el disco para escucharlo, Novecento se da cuenta de que no quiere que su música grabada sea vendida masivamente. Entonces se lleva el disco, para sorpresa de todos los presentes. Luego de esto, Novecento intenta buscar a la mujer, de la cual se enamoró a primera vista, para entregarle el disco con la pieza inspirada en ella. Al no tener éxito finalmente rompe el disco después de que ella desembarca en Nueva York —más tarde en la película, se revela que fue Max quien escondió los pedazos del disco en el piano—.
A continuación, Novecento es convencido para desembarcar en Nueva York, e ir en busca de la chica; sin embargo, ya en las escaleras y con todos presentes para desearle buena suerte, éste se arrepiente y regresa al barco.
Más tarde, Max desembarca, despidiéndose de su gran amigo Novecento. Ya casi al final de la película, Max trata de impedir que el barco sea destruido —ya que el cree que su amigo sigue en el barco, a pesar de estar este abandonado desde hace años—, contando la historia de Novecento a los encargados de la explosión del Virginian, los cuales deciden darle un poco de tiempo para buscarlo dentro del barco.
Después de un intento fallido, Max regresa a la tienda de música, e intenta robar el disco —debido a que creía que solo así Novecento saldría de donde estuviera escondido—. El vendedor lo descubre y no solo le presta el disco, sino también un fonógrafo para reproducirlo. Ya con el disco y el fonógrafo, Max regresa al barco, reproduciendo el disco por todos lados, esperando poder salvar a su amigo de la explosión.
Finalmente, Novecento aparece, a lo cual Max le pide que baje del barco con él; Novecento le dice a su gran amigo que no puede bajar del barco, porque allí nació, allí creció y allí va a morir. Muy triste, Max regresa con el vendedor a contarle lo que había pasado. El vendedor le devuelve la trompeta a Max.

## Ambientación

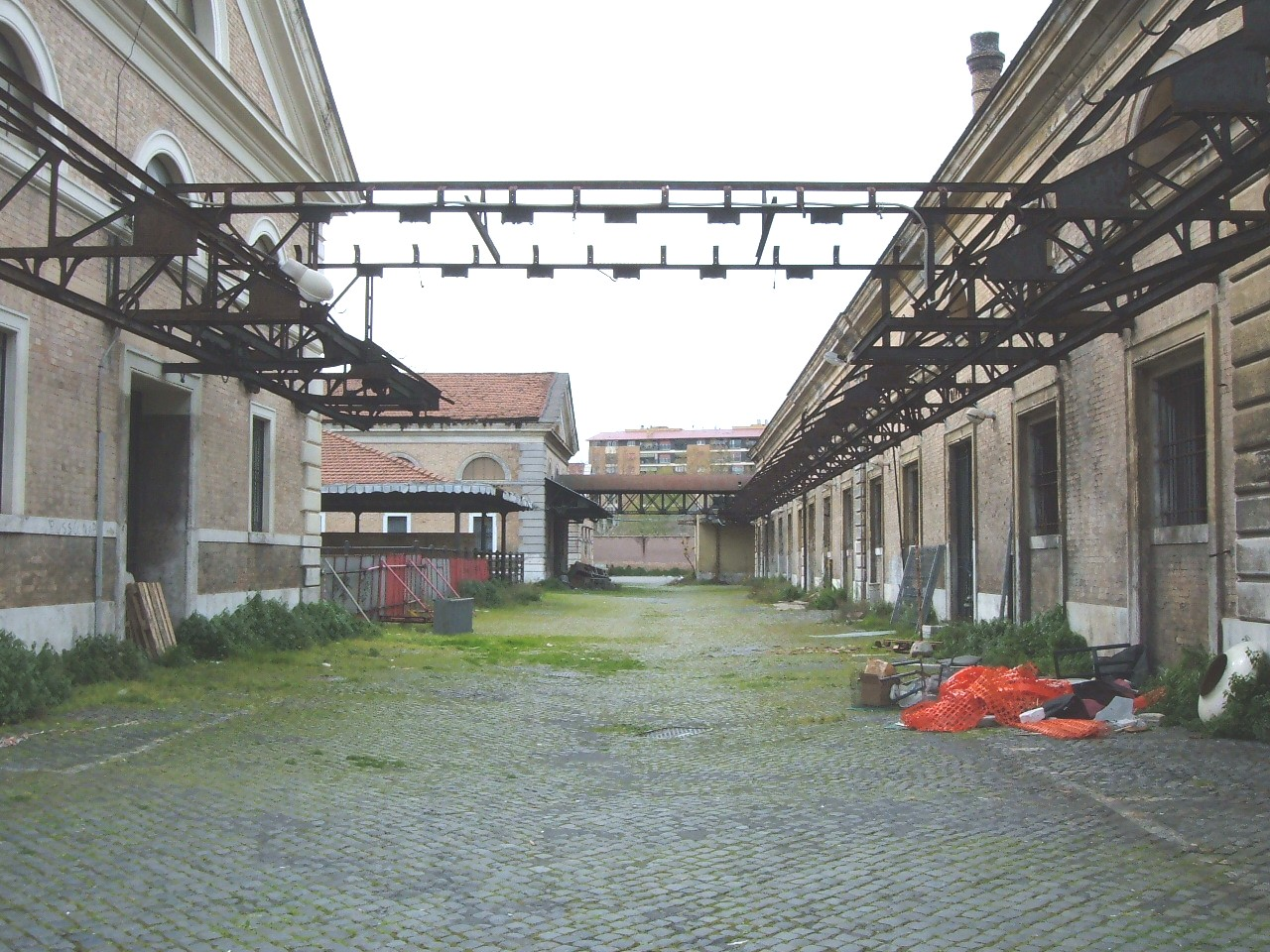
Matadero de Testaccio, en Roma, donde se filmaron varias escenas de la película.

Parte de la película fue rodada en Odesa, y también hay parte rodada en lo que era el matadero de Roma.
En la película, el barco en el que transcurre la mayor parte de la historia es el RMS Virginian, para cuya recreación se recurrió al proyecto del RMS Lusitania y al de su nave gemela: el RMS Mauretania. Los decorados son obra principalmente de Bruno Cesari, el escenógrafo que había obtenido un Óscar por su trabajo en El último emperador.

## Música
La música estuvo a cargo de Ennio Morricone, con la ayuda del músico italiano de jazz Amedeo Tommasi, que compuso una de las piezas musicales más conocidas de la película: «Magic Waltz». Este músico aparece hacia el final de la película en un cameo, afinando un piano.
El tema principal de la película, «Playing Love», es interpretado por la pianista Gilda Buttà y por el trompetista italiano de jazz Cicci Santucci (primer trompetista de la orquesta de la RAI).
La canción «Lost Boys Calling» es del músico británico Roger Waters.

## Reparto
| Actor                 | Personaje                      |
| --------------------- | ------------------------------ |
| Tim Roth              | Danny Boodman T. D. Lemon 1900 |
| Pruitt Taylor Vince   | Max Conn Tooney                |
| Mélanie Thierry       | La chica                       |
| Bill Nunn             | Danny Buckman                  |
| Clarence Williams III | Jelly Roll Morton              |
| Peter Vaughan         | Dueño de la tienda             |
| Niall O'Brien         | Harbor Master                  |
| Gabriele Lavia        | Granjero                       |
| Harry Ditson          | Capitán del Virginian          |
| Vernon Nurse          | maestro Fritz Hermann          |
| Angelo Di Loreta      | El cocinero                    |
| Alberto Vasquez       | El maquinista                  |
| Kevin McNally         | Senador Wilson                 |
| Cory Buck             | Novecento (niña)               |